# Bergzegge
De bergzegge (Carex montana) is een overblijvende plant die behoort tot de cypergrassenfamilie (Cyperaceae). De plant komt van nature voor in Oost- en Midden-Europa en Midden-Azië. De soort is inheems in Wallonië. Bergzegge en variëteiten van bergzegge worden in de siertuin aangeplant. Het aantal chromosomen is 2n = 38.
De zodevormende plant wordt 10-35 cm hoog, heeft een houtige wortelstok omgeven met vezelige blad- en bladschederesten. De planten kunnen in een heksenkringachtige vorm voorkomen. De stomp driekantige, dunne stengel is stijf en hangt over als de vruchten rijp zijn. De top is ruw. De slappe, 1-3 mm brede bladeren zijn aan de bovenkant licht behaard en uiteindelijk langer dan de stengel. De bladrand is zeer fijn gezaagd en oogt daardoor ruw. De onderste bladscheden zijn bloedrood en rafelen netvormig.
De bergzegge bloeit in april en mei. De gedrongen bloeiwijze bestaat uit een donkerbruin, knotsvormig mannelijk aartje en 1-3 zittende, eivormige tot bijna bolvormige, tot 7,5 mm lange, zittende vrouwelijke aartjes. Het omgekeerd eironde, puntige kafje van de vrouwelijke bloemen is donkerpaars tot zwart, heeft een lichtere middennerf en is korter dan het urntje. Het vruchtbeginsel heeft drie stempels. Het onderste, vliezige schutblad bij de vrouwelijke bloem heeft geen of een zeer korte bladschede.
De groenbruine tot donkerbruine, smal-ovale, driekantige vrucht is een 3-4,5 mm lang nootje. Om de vrucht zit het driehoekige, lichtgroene, dicht behaarde, 4 mm lange urntje, dat in een korte snavel versmalt.
- 1=Bergzegge

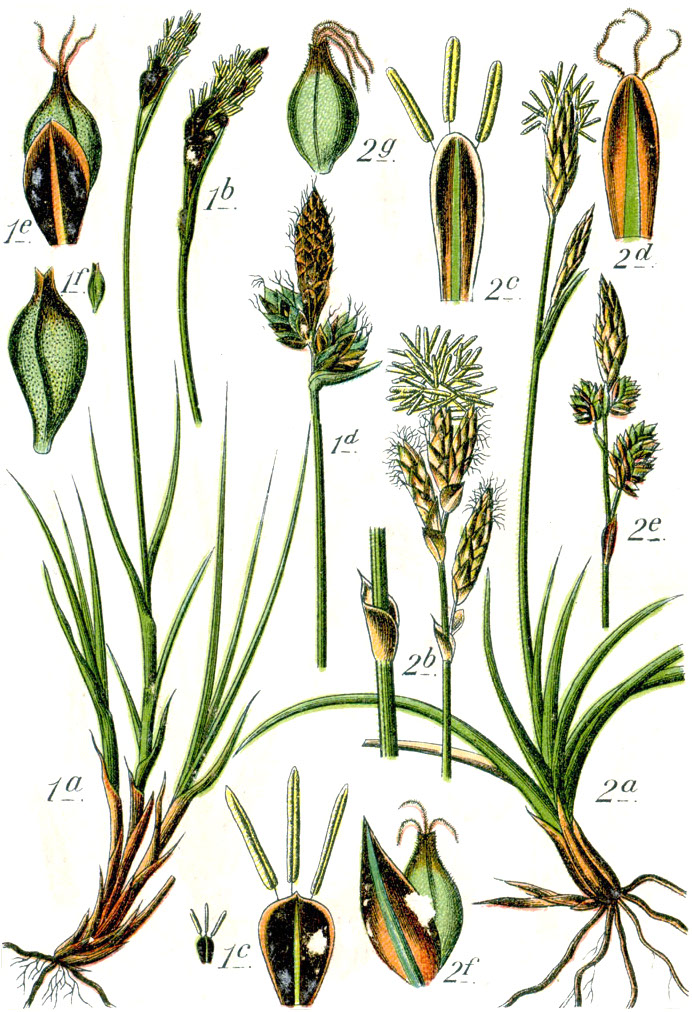
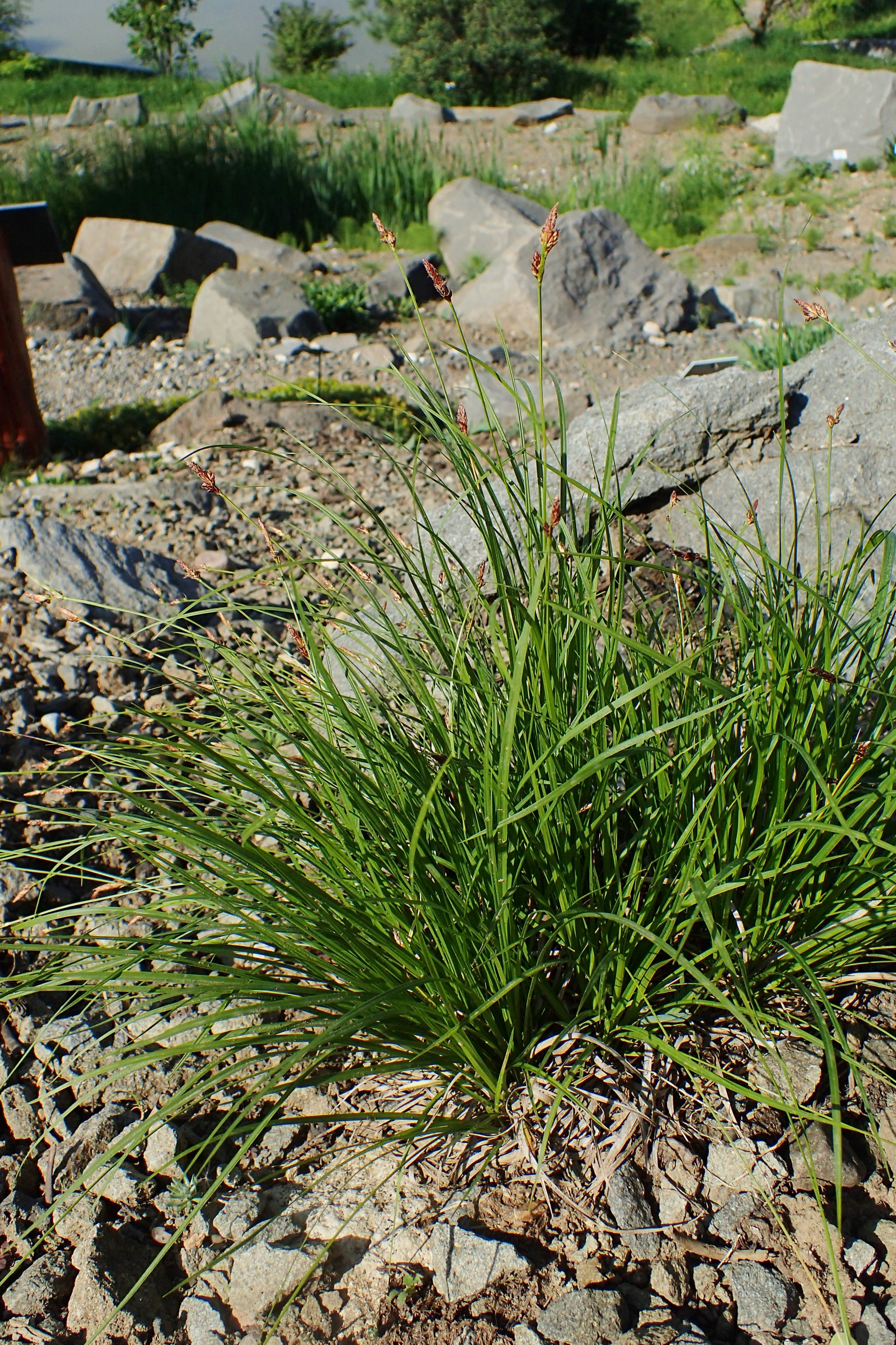
Plant
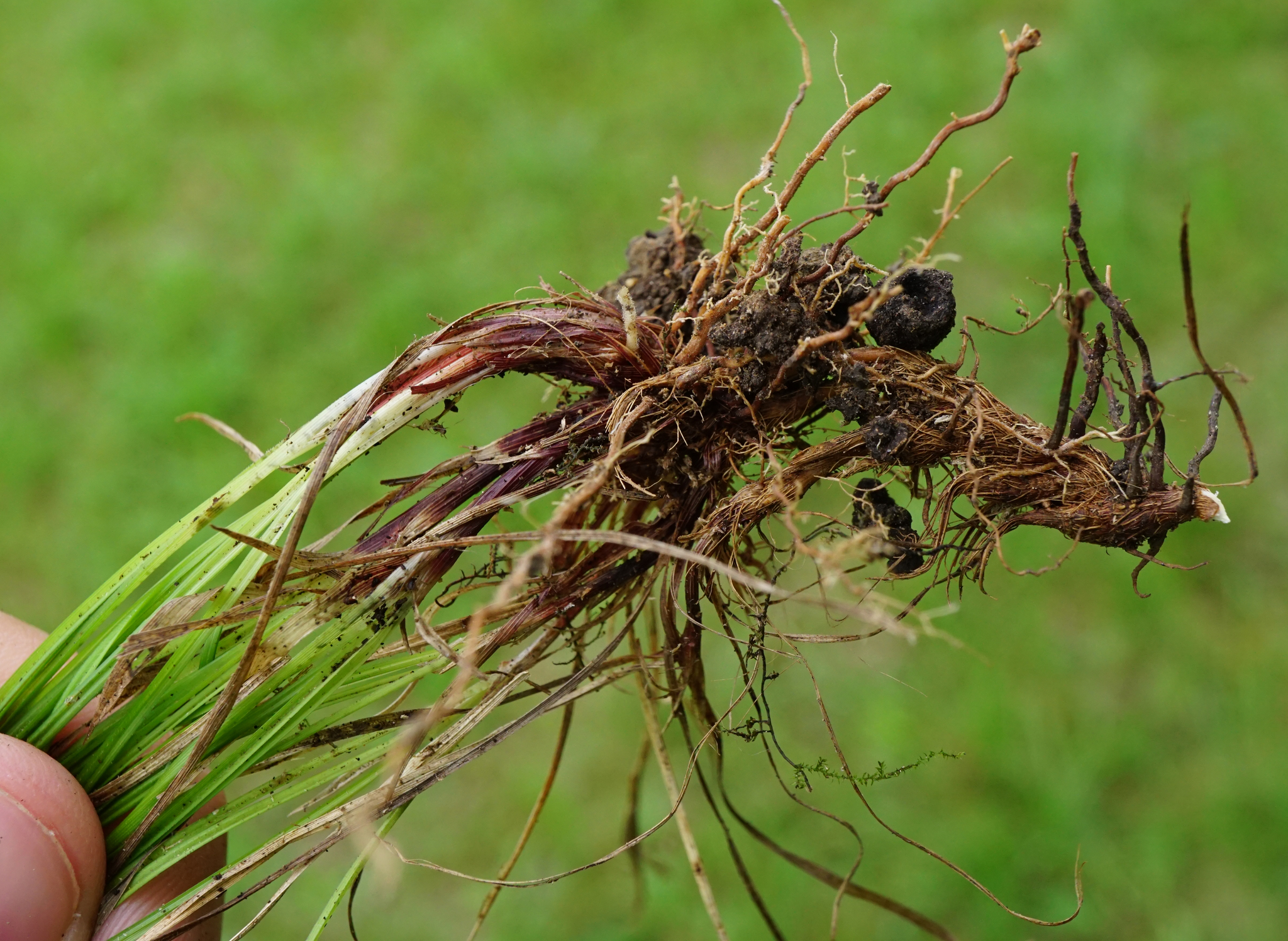
Wortelstok
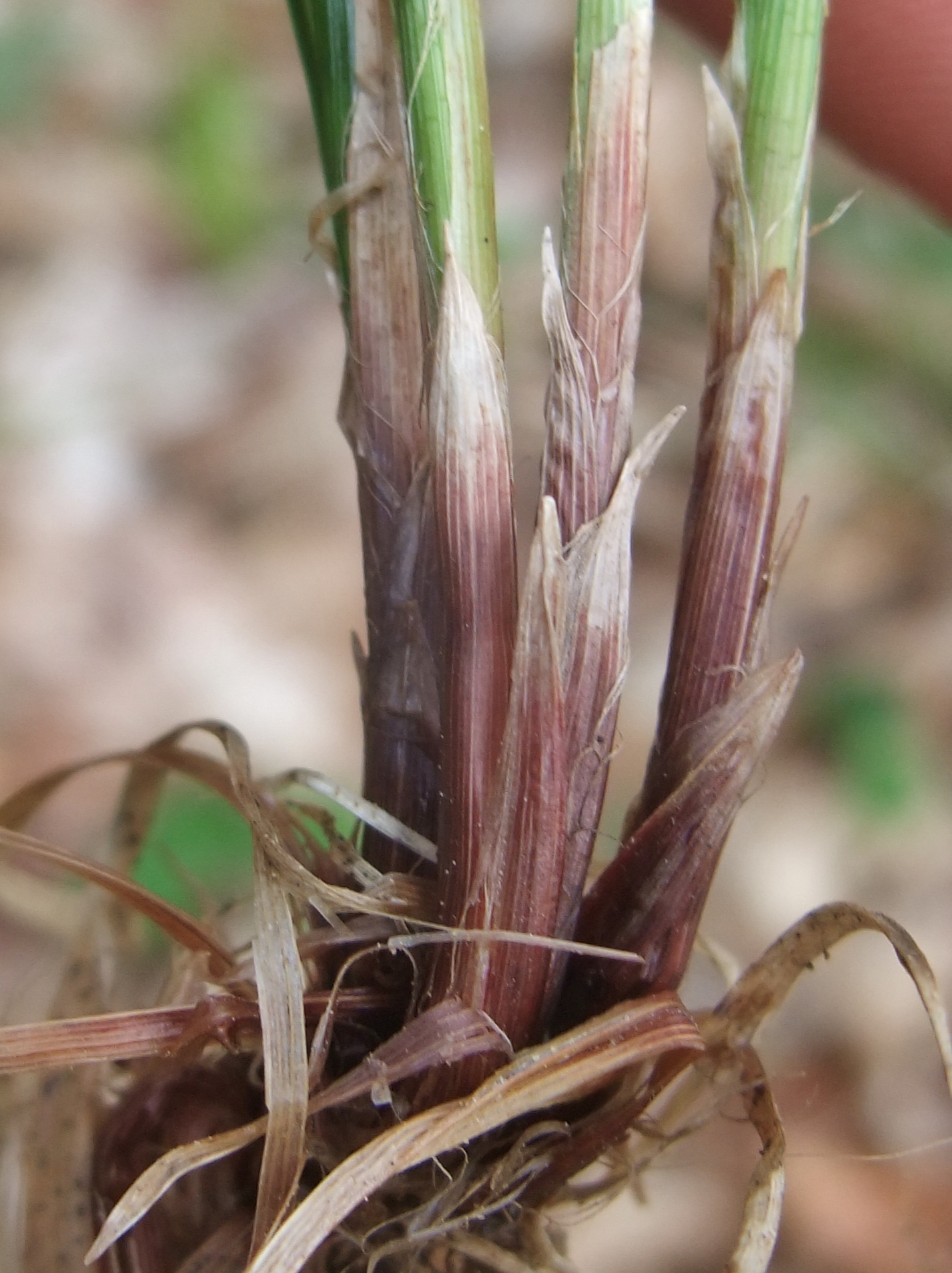
Bladscheden
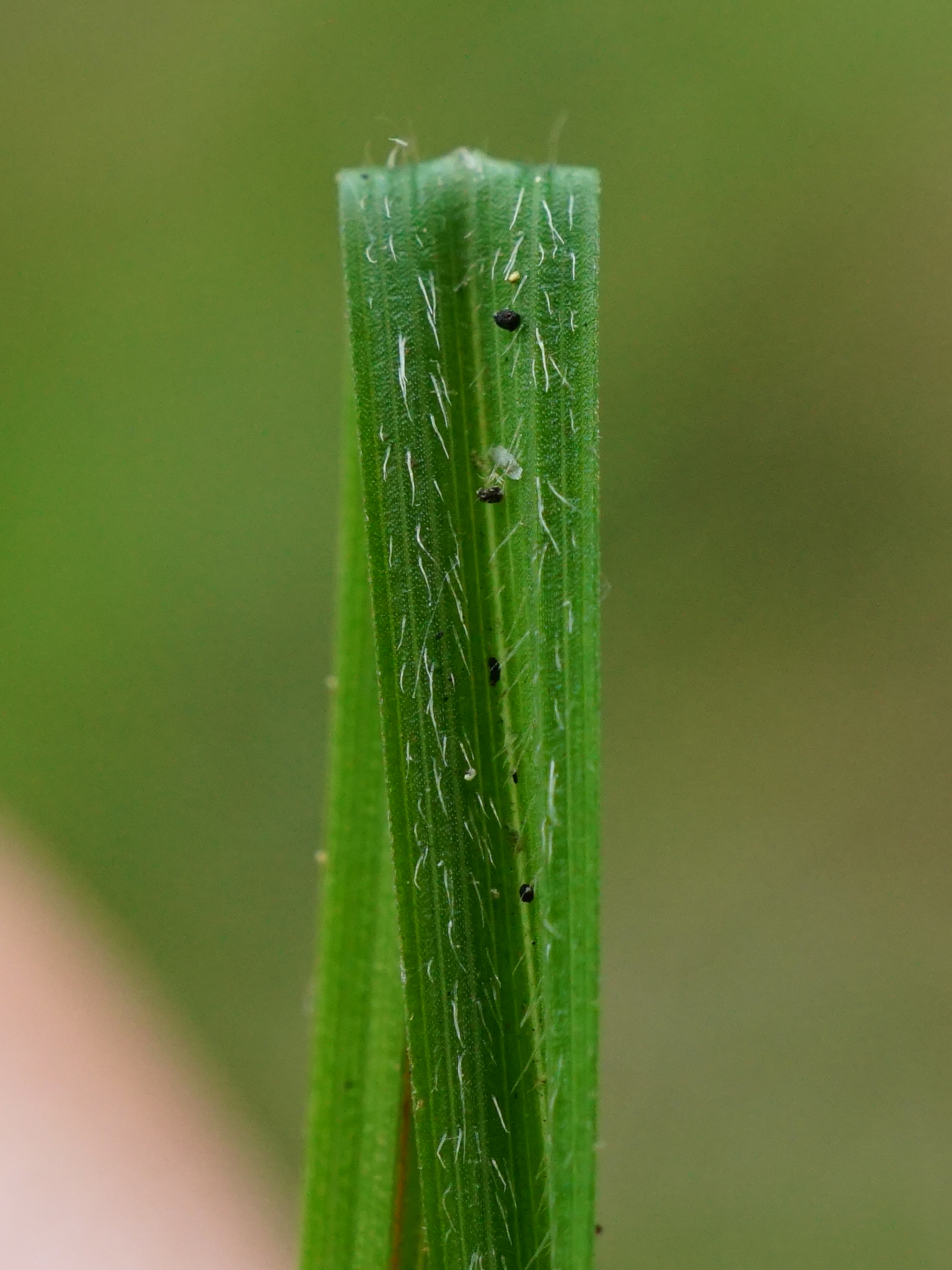
Bladbovenzijde
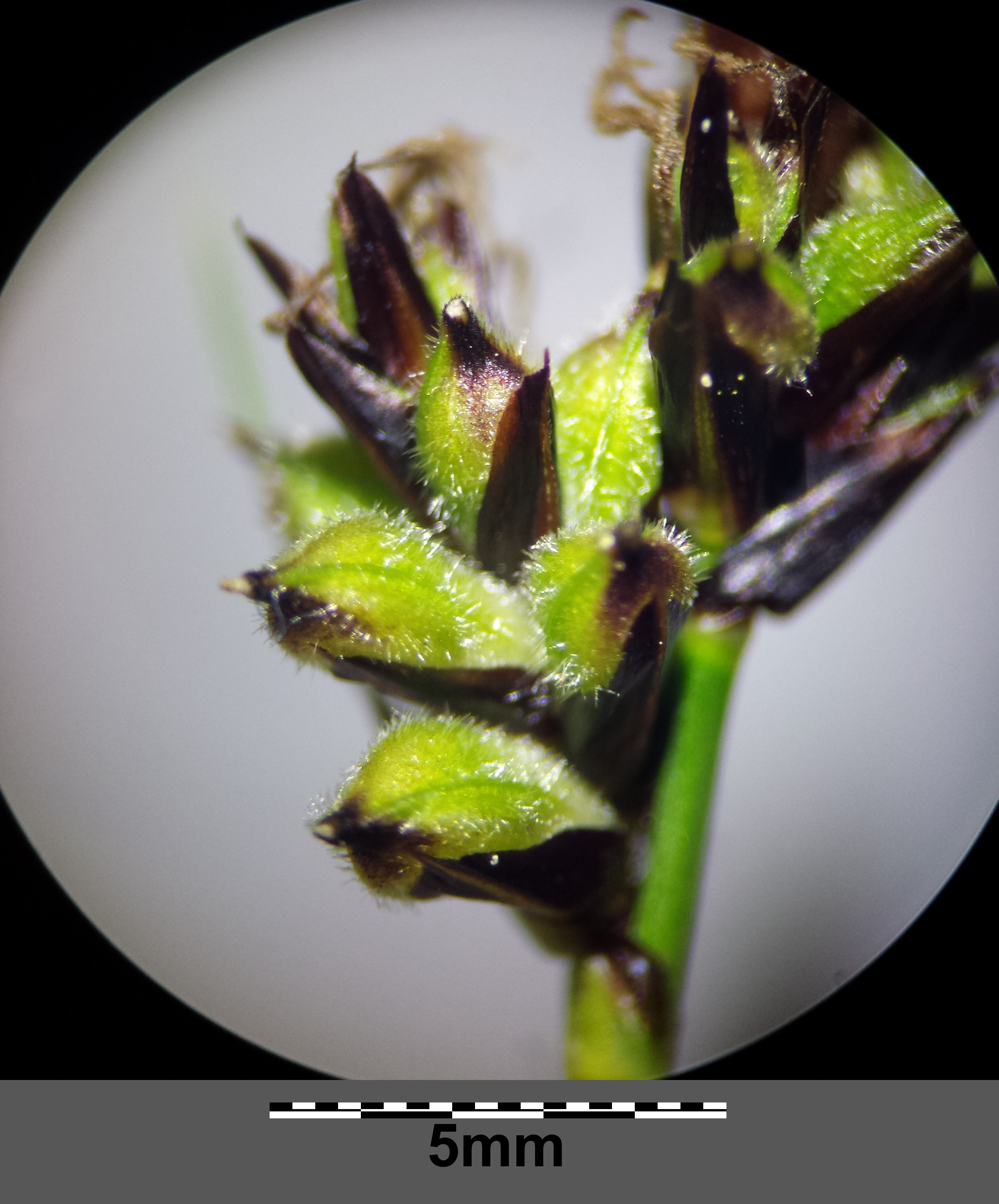
Vrouwelijke aar
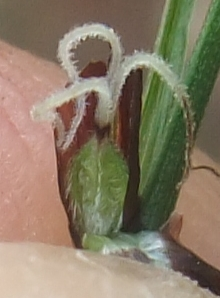
Vrouwelijke bloem
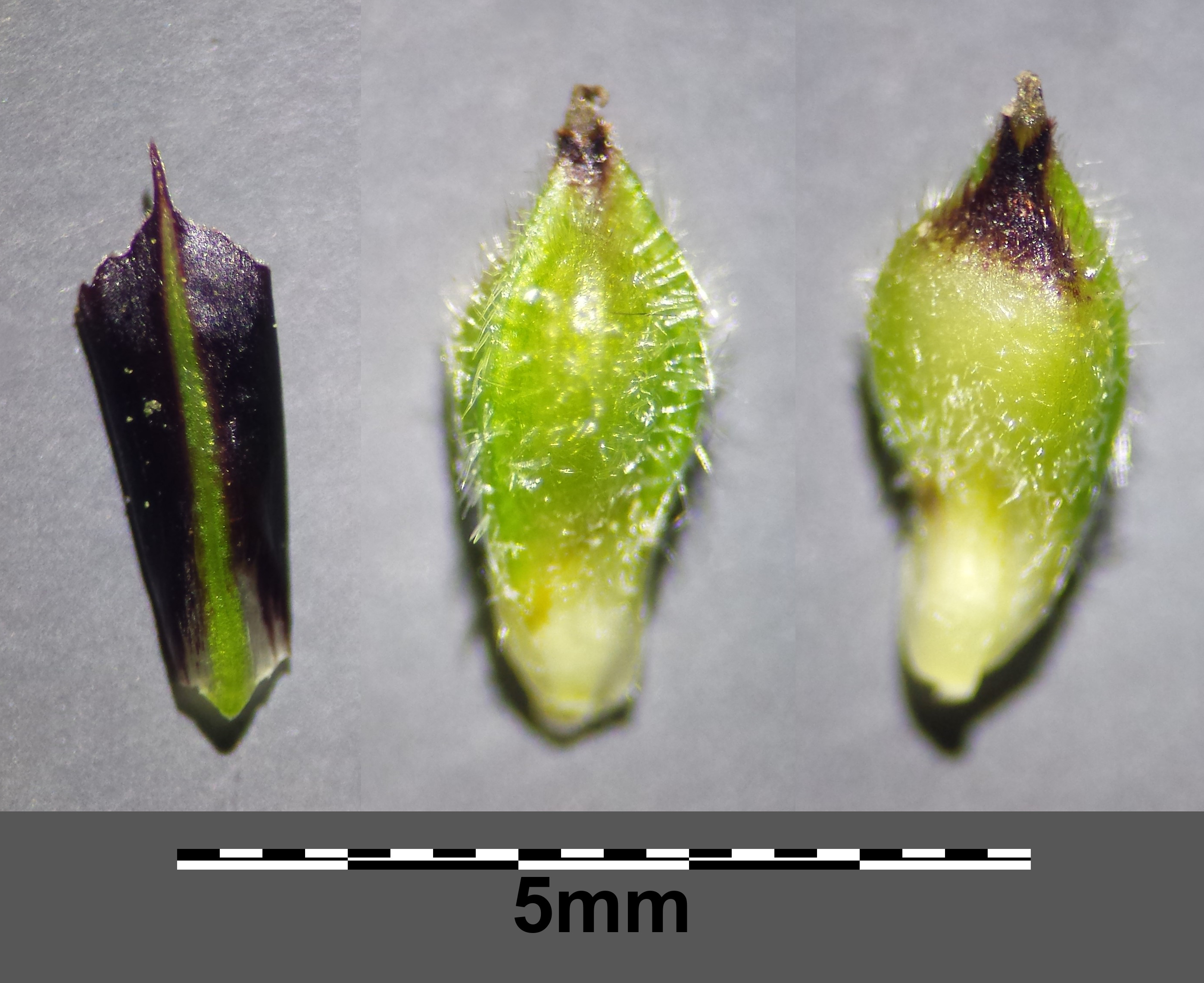
Kafje met urntjes
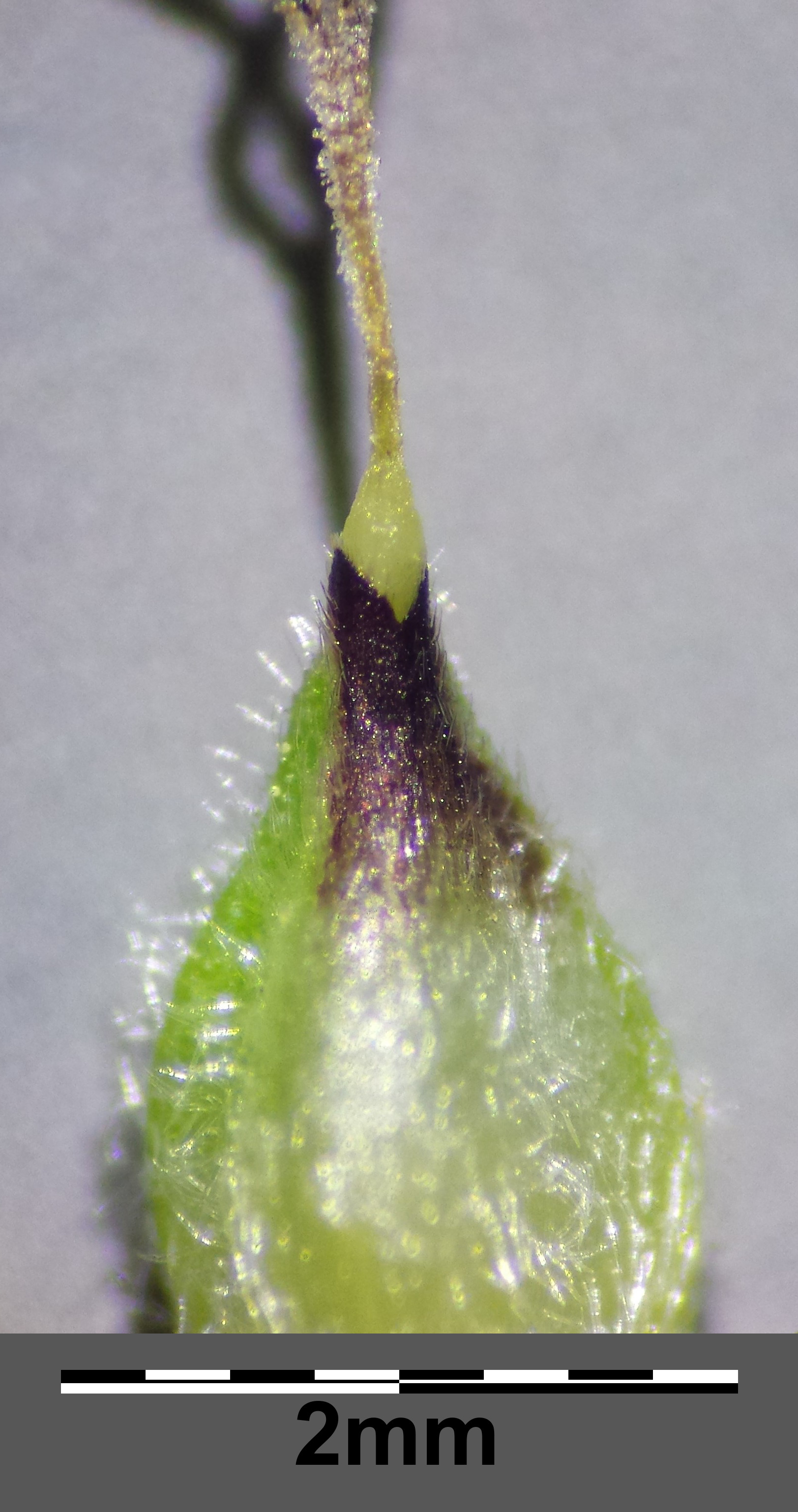
Snavel urntje

De bergzegge komt voor op droge, kalkrijke grond in loofbossen en kalkgrasland.